# Углеродно-нейтральное топливо
Углеродно-нейтральное топливо — топливо, которое не вызывает чистых выбросов парниковых газов или углеродного следа. На практике это обычно означает топливо, которое производится с использованием диоксида углерода (CO2) в качестве сырья. Предлагаемые углеродно-нейтральные топлива можно в широком смысле разделить на синтетические топлива, которые получают путём химического гидрирования диоксида углерода, и биотоплива, которые производятся с использованием естественных процессов потребления CO2, таких как фотосинтез.
Двуокись углерода, используемая для производства синтетического топлива, может улавливаться непосредственно из воздуха, рециркулироваться из отработавших газов электростанций или производиться из угольной кислоты в морской воде. Примеры синтетического топлива включают водород, аммиак и метан, хотя более сложные углеводороды, такие как бензин и керосин, также были успешно синтезированы искусственно. Помимо того, что такие возобновляемые виды топлива являются углеродно-нейтральными, они могут снизить затраты на импорт ископаемого топлива и уменьшить зависимость от него. Дополнительным преимуществом может стать отсутствие необходимости перехода автотранспорта на электропривод или водородное топливо. Чтобы процесс был действительно углеродно-нейтральным, любая энергия, необходимая для этого процесса, должна быть сама по себе углеродно-нейтральной, например, возобновляемые источники энергии или ядерная энергия.
Если при сжигании углеродно-нейтрального топлива происходит улавливание углерода в дымоходе или выхлопной трубе, это приводит к чистым отрицательным выбросам углекислого газа и, таким образом, может представлять собой форму восстановления парниковых газов. Отрицательные выбросы считаются главным компонентом усилий по ограничению глобального потепления, хотя обеспечивающие их технологии в настоящее время не являются экономически конкурентоспособными. Углеродные кредиты, вероятно, будут играть важную роль в продвижении топлива с отрицательным выбросом углерода.

## Производство

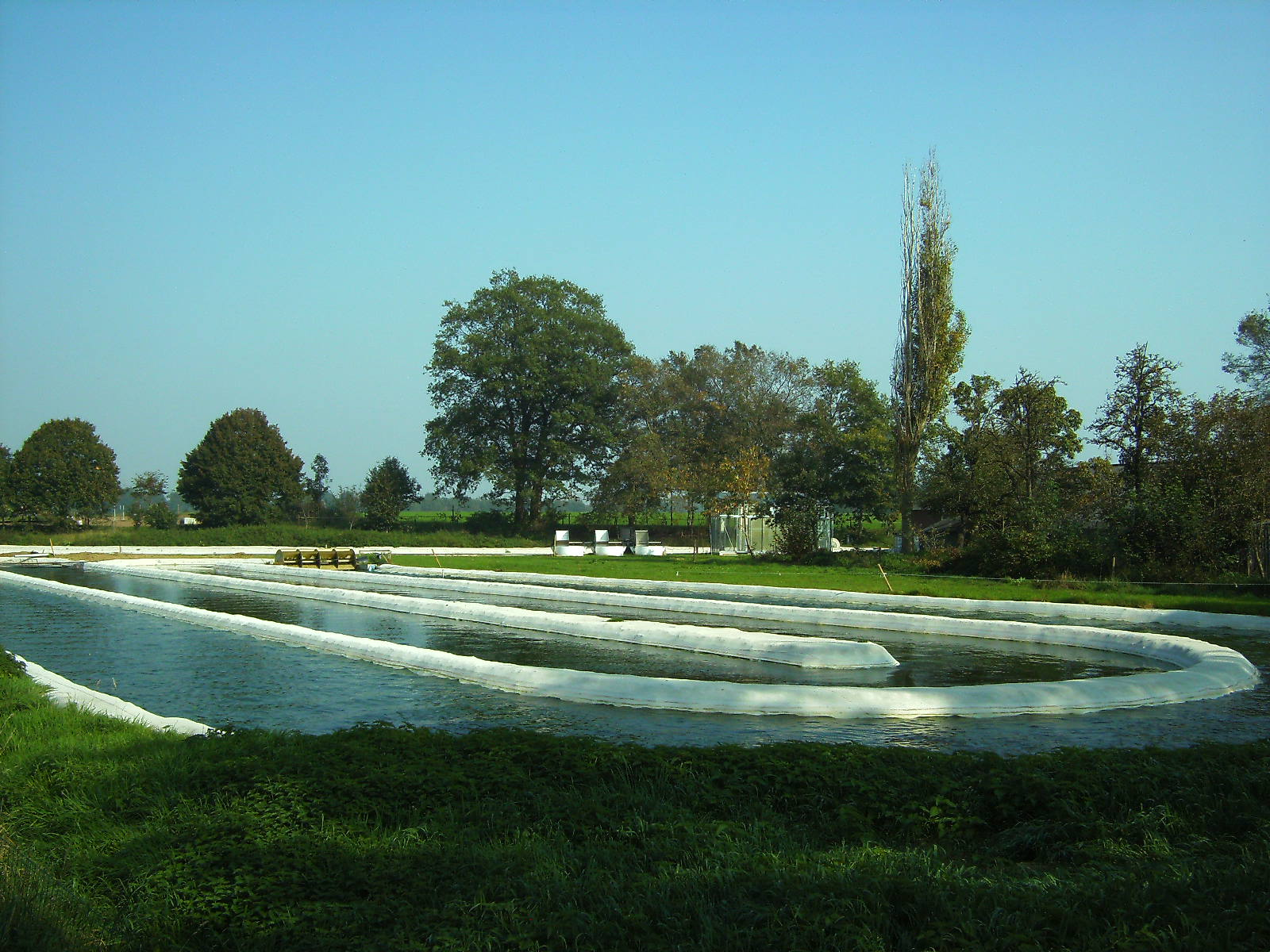
Водоём с водостоком, используемый для выращивания микроводорослей. Вода поддерживается в постоянном движении с помощью гребного колеса

Углеродно-нейтральные виды топлива представляют собой синтетические углеводороды. Основным их источником являются химические реакции между углекислым газом и водородом, который образуется при электролизе воды с использованием возобновляемых источников энергии. Топливо, часто называемое электротопливом, является аккумулятором энергии, использованной для производства водорода. Уголь также можно использовать для производства водорода, но он не будет углеродно-нейтральным источником. Углекислый газ можно улавливать и подвергать захоронению, делая ископаемое топливо углеродно-нейтральным, хотя и не возобновляемым. Улавливание углерода из выхлопных газов может превратить углеродно-нейтральное топливо в топливо с отрицательным выбросом углерода. Природные углеводороды можно расщеплять с образованием водорода и диоксида углерода, который затем подвергается захоронению, в то время как водород используется в качестве топлива. Этот процесс также будет углеродно-нейтральным.
Наиболее энергоэффективным и технологичным в производстве топливом является газообразный водород, который можно использовать в транспортных средствах с водородными топливными элементами. Водородное топливо обычно получают электролизом воды. Затем посредством реакции Сабатье можно произвести метан, то есть синтетический природный газ, который может хранится для последующего сжигания на электростанциях, транспортироваться по трубопроводу, грузовым автомобилем или танкером-газовозом, использоваться в процессах типа газ-жидкость, таких как процесс Фишера-Тропша, для производства жидкого топлива для транспорта или отопления.
Есть ещё несколько видов топлива, которые можно создать с использованием водорода. Муравьиная кислота, например, может быть получена путём реакции водорода с CO2. Муравьиная кислота в сочетании с CO2 может образовывать изобутанол.
Метанол можно получить в результате химической реакции молекулы углекислого газа с тремя молекулами водорода с образованием воды. Накопленная энергия может быть восстановлена путём сжигания метанола в двигателе внутреннего сгорания с выделением диоксида углерода, воды и тепла. Метан может быть получен аналогичной реакцией. Важны особые меры предосторожности против утечки, поскольку метан почти в 100 раз сильнее CO2 с точки зрения потенциала глобального потепления. Далее можно химически объединять молекулы метанола или метана в более крупные молекулы углеводородного топлива.
Исследователи также предложили использовать метанол для производства диметилового эфира. Это топливо можно использовать как замену дизельному топливу из-за его способности самовоспламеняться при высоком давлении и температуре. Он уже используется в некоторых областях для отопления и производства энергии. Он нетоксичен, но должен храниться под давлением. Более крупные углеводороды и этанол также могут быть получены из диоксида углерода и водорода.
Все синтетические углеводороды обычно получаются при температурах 200—300 °С и при давлении от 20 до 50 бар. Для повышения эффективности реакции и создания желаемого типа углеводородного топлива обычно используются катализаторы. Такие реакции являются экзотермическими и используют около 3 моль водорода на моль вовлечённого углекислого газа. Они также производят большое количество воды в качестве побочного продукта.